# Asociația 17 Decembrie din Timișoara
Asociația "17 Decembrie" din Timișoara este o asociație care cuprinde răniții și membrii familiilor îndoliate din Timișoara ca urmare a revoluției române din 1989.
A fost înființată în 1990. Numele asociației provine de la ziua în care s-au înregistrat cele mai multe victime la Timișoara, în timpul revoluției.

## Sediu
Sediul asociației este în Timișoara. Inițial, sediul a fost pe Bulevardul Revoluției (fost 23 August) nr. 21, într-o casă naționalizată cu 2 etaje. După ce clădirea respectivă a fost înapoiată foștilor proprietari, asociația a primit un alt sediu, pe Calea Șagului nr. 7.

## Membrii
Conform statutului, membri ai asociației pot fi doar persoane rănite sau membrii familiilor celor uciși în revoluția din 1989. Cu toate acestea, în lista persoanelor care au primit titlul de revoluționar publicată în "Monitorul oficial" nr. 568 bis din 22 noiembrie 1999, apar ca membri ai Asociației "17 Decembrie" și persoane care n-au calitatea de răniți în revoluție. Fostul președinte al asociației, Gheorghe Lungu, care a reprezentat asociația în comisiile de atribuire a titlurilor de revoluționar, a tăgăduit faptul că ar fi acordat titlul de membru al asociației unor persoane care nu au fost rănite sau nu fac parte din familii îndoliate, pretinzînd că ceea ce s-a publicat în Monitorul oficial e greșit.

## Conducere
La înființare, în 1990, asociația l-a avut drept președinte pe Viorel Catargiu (rănit în 23 decembrie 1989). Apoi au mai ocupat funcția de președinte: Mihai Drăgoi (medic, rănit în 23 decembrie 1989), Gheorghe Lungu (care era pe atunci și angajat la Secretariatul de stat pentru problemele revoluționarilor, rănit în 22 decembrie 1989). În prezent președinta asociației este Corina Untilă (cumnată cu Gheorghe Lungu, rănită în 17 decembrie 1989).

## Comisia pentru adevăr și dreptate
În 1991, la propunerea lui Marius Mioc, în cadrul asociației s-a înființat o "comisie pentru adevăr și dreptate", care avea scopul contracarării "campaniei de măsluire a istoriei revoluției" și tragerea la răspundere a celor vinovați de încercarea de reprimare a revoluției. Comisia s-a manifestat prin articole publicate în presă legate de revoluția română din 1989. Deși niciodată desființată, în ultima vreme comisia este inactivă, foștii membri ai acesteia preferînd să activeze pe cont propriu sau în cadrul Asociației Memorialul Revoluției.